# Молино Нуово (Бергамо)
Молино Нуово је насеље у Италији у округу Бергамо, региону Ломбардија.
Према процени из 2011. у насељу је живело 62 становника. Насеље се налази на надморској висини од 144 м.